# Палійчук Мирослав Данилович
Мирослав Палійчук (1951, с. Видинів) — український композитор і професійний музикант по класу цимбалів та фортепіано, соліст-цимбаліст, грає на цимбалах з 1973 року, концертний виконавець, належить до «Національної всеукраїнської музичної спілки».

## Біографія
Народився 1951 року на Прикарпатті, у селі Видинів. З родини музик. Після закінчення десятого класу в 1968 році вступив до Івано-Франківського музичного училища, служив у танкових військах, 1986 року закінчив Львівську консерваторію. Виховує двох синів.

## Творчість
Дід Мирослава грав на сопілці, вчив онука танцювати Аркана та співати народних пісень. У початкових класах школи навчився грати на баяні, музичне училище додало ще й фортепіано. Батько, цимбаліст і весільний музика, передав Мирославу в спадок унікальне мистецтво й свої давні шістдесятикілограмові цимбали угорської фірми Йожефа Шунди (угор. Schunda Vencel József)
.
Свого часу грав у колективі «Гуцулія», виконував на концертах, весіллях. У репертуарі, окрім української народної музики та пісень — класичні твори, гуцульські коломийки, гірські молитви, молдавські та угорські пісні і танці. Грав концерти з Петром Терпелюком, Дмитром Бондаренком, Михайлом Тимофієвим.
Концертує в Україні та за її межами, даруючи своє мистецтво молоді й дітям. «Грати для діточок — моє щастя», каже пан Мирослав. Від 1990 року виконує твори для людей у Музеї народної архітектури й побуту, біля Шевченкової хати.

## Музичні твори
Альбоми:
- Цимбали та вокал

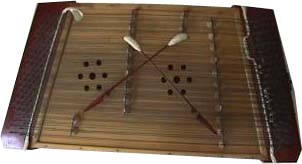
Цимбали

- Концерт цимбальної музики (Мирослав Палійчук — цимбали і вокал, Наталія Мартищук — скрипка)